# محوطه کلندانی ۲
محوطه کلندانی ۲ مربوط به سده‌های میانه دوران‌های تاریخی پس از اسلام است و در شهرستان کنارک، بخش زراباد، دهستان غربی، ۴۰ کوچه مغرب جهلو، ۶۰۰م شمال روستای کلندانی واقع شده و این اثر در تاریخ ۲۶ اسفند ۱۳۸۷ با شمارهٔ ثبت ۲۵۸۷۸ به‌عنوان یکی از آثار ملی ایران به ثبت رسیده است.